# Antonio Krapovickas
Antonio Krapovickas , född den 8 oktober 1921 i Buenos Aires, död den 17 augusti 2015 i Corrientes, var en argentinsk botaniker och agronom specialiserad på malvaväxter och jordnötssläktet. 
Auktorsnamnet Krapov. kan användas för Antonio Krapovickas i samband med ett vetenskapligt namn inom botaniken; se Wikipediaartiklar som länkar till auktorsnamnet.